# Женская сборная Барбадоса по волейболу
Женская национальная сборная Барбадоса по волейболу (англ. Barbados women's national volleyball team) — представляет Барбадос на международных волейбольных соревнованиях. Управляющей организацией выступает Волейбольная ассоциация Барбадоса (англ. Barbados Volleyball Association — BVA).

## История
Волейбольная ассоциация Барбадоса была основана в 1976 году, а в 1988 вступила в ФИВБ и NORCECA.
Первыми официальными международными соревнованиями, в которых приняла участие женская сборная Барбадоса, был Карибский чемпионат 1992 года, проводившийся на Ямайке. На нём барбадосские волейболистки заняли 2-е место среди четырёх команд. В дальнейшем команда Барбадоса неизменно была среди участников волейбольного первенства стран-членов Карибской зональной волейбольной ассоциации (CAZOVA) и 6 раз выходила победителем, лидируя по этому показателю вместе с командой Тринидада и Тобаго. При этом в период с 1998 по 2004 годы сборная Барбадоса четырежды подряд выигрывала «золото». Кроме этого барбадосские волейболистки 9 раз становились серебряными и бронзовыми призёрами турнира, лишь в 2014 году впервые оставшись без медалей.
В 1998 году сборная Барбадоса первый раз заявилась для участия в отборочном турнире чемпионата мира, но в своей группе североамериканской квалификации ничего не смогла противопоставить своим соперникам — командам Пуэрто-Рико, Мексики и США. Отбор на чемпионаты мира 2002, 2010, 2014 и 2018 также проходил с участием волейболисток Барбадоса, но противостоять сильнейшим командам континента они были не в состоянии.
В 1999 национальная команда Барбадоса дебютировала в чемпионате NORCECA, проходившем в Мексике, но в четырёх проведённых на турнире матчах не смогла выиграть даже ни одного сета, а в поединке против сборной Канады ни в одной из партий не набрала более 10 очков. Вторично в континентальном первенстве барбадосские волейболистки приняли участие в 2005 году и сумели занять 6-е место при 8 участвующих командах, одержав единственную победу в групповом раунде над сборной Тринидада и Тобаго, принимавшей чемпионат.
Кроме североамериканского и Карибского чемпионатов, сборная Барбадоса трижды участвовала в Центральноамериканских и Карибских играх и дважды в розыгрыше Панамериканского Кубка, но лишь единственный раз (Панамериканский Кубок 2005) не замкнула турнирную таблицу этих соревнований.

## Результаты выступлений и составы

### Чемпионаты мира
В чемпионатах мира 1952—1994 (основной турнир и квалификация) сборная Барбадоса участия не принимала.
- 1998 — не квалифицировалась
- 2002 — не квалифицировалась
- 2006 — не участвовала
- 2010 — не квалифицировалась
- 2014 — не квалифицировалась
- 2018 — не квалифицировалась

- 2006 (квалификация): Шериэнн Норрис, Донна Сили, Надя Гриффит, Карла Николлс, Шеннел Беклз, Ванесса Строун, Рэни Кайрус, Шари Мэттьюз, Фабия Гривз, Антазия Йевуд, Аннетт Чапман, Авара Браун. Тренер — Бэзил Джэммотт.
- 2010 (квалификация): Тамар Мэйнард, Джанель Чейз-Майерс, Даниэль Эвансон, Николь Пьюкрин, Шарлин Браун, Афия Тэйлор, Шари Мэттьюз, Мелисса Брэндфорф, Джулия Льюис, Де-Энн Смит, Марисса Доуэлл, Эбидж Каррингтон, Тоня Джозеф, Авара Браун. Тренер — Эндрю Брэтуэйт.
- 2014 (квалификация): Шакира Дуглин, Анисия Вуд, Лайза Кларк, Шани Лекок, Акила Бленман, Акила Филипс, Кандия Шори, Шари Мэтьюз, Ри-Энн Найлс, Джулия Льюис, Афия Тэйлор, Майя-Малисса Эвелин, Де-Энн Смит, Шакира Уилкинсон-Джек, Эбидж Каррингтон, Тоня Джозеф, Авара Браун, Эшли Джордан. Тренер — Эндрю Брэтуэйт.
- 2018 (квалификация): Джанина Майерс, Эшли Маршалл, Майя-Малисса Эвелин, Адрианн Байно, Шани Лекок, Шонт Сил, Джэнел Моррис, Эшли Джордан, Де-Энн Смит, Ри Брайант. Тренер — Эндрю Брэтуэйт.

### Чемпионаты NORCECA
Сборная Барбадоса участвовала только в двух чемпионатах NORCECA.
- 1999 — 8-е место
- 2005 — 6-е место

### Панамериканский Кубок
Сборная Барбадоса участвовала только в двух розыгрышах Панамериканского Кубка.
- 2005 — 10-е место
- 2006 — 12-е место

### Центральноамериканские и Карибские игры
До 1998 в Центральноамериканских и Карибских играх сборная Барбадоса участия не принимала.
- 2002 — 8-е место
- 2006 — 8-е место
- 2010 — 8-е место
- 2014 — не участвовала
- 2018 — не участвовала
- 2023 — не участвовала

- 2002: Анджелина Смит, Джанель Чейз, Саманта Джозеф, Ширли Хойт-Бойс, Афия Тэйлор, Шари Мэттьюз, Рени Кларк, Мелисса Брэнфорд, Альвения Смолл, Оури Гриффит, Джаннетт Браун, Авара Браун.
- 2010: Анисия Вуд, Джанель Чейз-Майерс, Даниэль Бёрхэм, Мелисса Брэндфорд, Шари Мэтьюз, Шарон Бовелл, Джулия Льюис, Ракель Райзман-Мендес, Тамар Мэйнард, Тоня Джозеф, Авара Браун, Марисса Доуэлл. Тренер — Эндрю Брэтуэйт.

### Карибский чемпионат
| - 1991 — не участвовала - 1992 — 2-е место - 1993 — 1-е место - 1994 — 1-е место - 1995 — 2-е место - 1996 — 3-е место - 1998 — 1-е место - 2000 — 1-е место - 2002 — 1-е место | - 2004 — 1-е место - 2006 — 2-е место - 2008 — 2-е место - 2010 — 3-е место - 2012 — 2-е место - 2014 — 4-е место - 2017 — не квалифицировалась - 2018 — 3-е место - 2023 — 3-е место |

## Состав
Сборная Барбадоса в Карибском чемпионате 2023.
| №  | Имя, фамилия          | Год рождения | Рост | Амплуа      | Клуб                   |
| -- | --------------------- | ------------ | ---- | ----------- | ---------------------- |
| 1  | Шакира Хол            | 1996         | 167  | нападающая  | «Блэкбёрдс»            |
| 2  | Шанте Мур             | 2001         | 176  | центральная | «Девелопмент ин Моушн» |
| 3  | Тиара Джонсон         | 2004         | 180  | нападающая  | «Чарлтон»              |
| 4  | Тиффани Уэбстер       | 2004         | 174  | связующая   | «Чарлтон»              |
| 5  | Дессани Уэйт          | 2005         | 172  | нападающая  | «Девелопмент ин Моушн» |
| 6  | Шонт Сил              | 1999         | 175  | нападающая  | «Диконс»               |
| 7  | Серена Эдвардс        | 2005         | 165  | нападающая  | «Диконс»               |
| 9  | Кара Уотсон           | 2004         | 176  | связующая   | «Уорренс»              |
| 11 | Тоннейл Роу           | 2002         | 150  | либеро      | «Чарджерс»             |
| 15 | Дей Рэдмор            | 2003         | 176  | нападающая  | «Чарджерс»             |
| 16 | Нерисса Дайер         | 2003         | 178  | центральная | «Чарлтон»              |
| 17 | Теннейл Чапмэн-Гудлак | 2004         | 178  | центральная | «Блэкбёрдс»            |

- Главный тренер — Шон Хёрдл.
- Тренер — Лана Дюран.